# Sibble
Sibble est une localité de Suède dans la commune de Botkyrka située dans le comté de Stockholm.
Sa population était de 341 habitants en 2019.